# Chiaki Mukai
Chiaki Mukai (nacida el 6 de mayo de 1952) es una astronauta japonesa.
Nació en la localidad japonesa de Tatebayashi, en la prefectura japonesa de Gunma. Tras cursar estudios básicos, en 1977 obtuvo la licenciatura en Medicina por la Escuela Superior Femenina de Keio, en Tokio, y en 1968 se doctoró en Fisiología. Especializada en cirugía cardiovascular, en la década de 1980 trabajó en diversos hospitales japoneses.
Integrada en la NASDA, a partir de 1985 inició su colaboración con la NASA.
Además del Premio Príncipe de Asturias de Cooperación Internacional en 1999, también fue distinguida como Caballero de la Legión de Honor el 3 de febrero de 2015.